# Pays Carcassonnais
 (août 2025).
Motif : Aucune source secondaire, notoriété locale
- Archive Wikiwix
- Bing
- Cairn
- DuckDuckGo
- E. Universalis
- Gallica
- Google
- G. Books
- G. News
- G. Scholar
- Persée
- Qwant
- (zh) Baidu
- (ru) Yandex
- (wd) trouver des œuvres sur Wikidata

| 1. | Préciser le motif de la pose du bandeau. | Précisez le motif de la pose du bandeau en utilisant la syntaxe suivante : {{admissibilité à vérifier\|date=août 2025\|motif=remplacez ce texte par le motif}}                          |
| 2. | Informer les utilisateurs concernés.     | Pensez à avertir le créateur de l'article, par exemple, en insérant le code ci-dessous sur sa page de discussion : {{subst:avertissement admissibilité à vérifier\|Pays Carcassonnais}} |

Le Pays Carcassonnais désigne un pays, au sens aménagement du territoire, situé dans le département de l'Aude.

## Localisation
Situé autour de Carcassonne

## Description
- Date de reconnaissance : 2003
- Surface :
- Population :  112 669 habitants
- Villes principales : Carcassonne, Trèbes, Capendu, Alzonne, Peyriac-Minervois, Conques-sur-Orbiel, Saissac

## Communes membres
Le nombre d’Établissements publics de coopération intercommunale (EPCI) est de 2 pour un total de 105 communes.
- Carcassonne Agglo
- Communauté de communes de la Montagne Noire